# Onelifecrew
onelifecrew（ワンライフクルー）は、日本のバンドである。2001年（平成13年）結成当初は『ONE LIFE CREW』名義で活動していた。

## メンバー
- yu-suke（ユースケ、松村雄介、1986年（昭和61年）3月28日 - ）大阪府出身の歌手。ボーカルとonelifecrewの全作詞曲を手掛ける。大阪府立清水谷高等学校ではラグビー部に所属[1]
- KENT（ケント、1990年（平成2年）9月14日 - ）大阪府出身のギタリスト。（ex.NEXAS）。MARVELとDCの二大アメコミ好き
- SEIKE（セイケ、清家友樹）ドラマー。
- TARO（タロー、）ベーシスト。（ex.リアルグルーヴ）

## 略歴
2001年、Vo.yu-sukeを中心に前身バンド『ONE LIFE CREW』結成。
2008年3月、メンバーチェンジを経て5人体制で活動を始める。
2009年8月19日、yu-sukeが松村雄介名義でLil'Bに提供した『時間を止めて…』がリリースされる。7月15日付の着うたウイークリーランキング （レコチョク）で初登場1位を記録。
2010年、『時間を止めて…』の原曲となった『追憶メリーゴーランド』がテレビ東京系アニメ『FAIRY TAIL』のエンディングテーマに決定。メジャーデビューシングルとしてポニーキャニオンよりリリースされる。結婚を機にenaが脱退。
2012年3月9日、方向性の違いによりAkiyoshiが脱退。
2013年2月22日、心斎橋VARONでのライブをもってtatsuoが脱退。同時にRyusei、KENTが加入。
2014年2月28日、アルバム『僕はマボロシの中』をリリース。5月11日より3週連続LIVE MV公開企画をスタートさせる。7月にはワンコインシングル『ブルージェリーフィッシュ』をリリース。
Onelifecrewでの活動の一方、mimiとの作家ユニット2ndlifecrew名義で2014年2月19日にジャニーズ事務所所属のアイドルグループSexy Zoneのアルバム『Sexy Second』に『ドキドキBreak Out!!』を提供。同アルバムはオリコンデイリーランキング1位を記録。同年4月30日にも同名義でミスマリのデビューシングル『飛び出せサマー』を提供を行った。
2015年、Ryuseiとkohが脱退。
2017年4月5日、サポートメンバーだったDr.SEIKとBa.TAROが加入。
2019年現在、松村雄介は東京を拠点に作家活動中。バンドは事実上休止している。

## ディスコグラフィー

### シングル
| No. | タイトル                 | 発売日            | 収録曲                                                        | 備考                        |
| --- | ------------------------ | ----------------- | ------------------------------------------------------------- | --------------------------- |
| 01  | 追憶メリーゴーランド     | 2010年3月3日発売  | 1. 追憶メリーゴーランド 2. 儚い論理 3. イロジカルワールド     | ポニーキャニオン PCCA-03115 |
| 02  | シーサイドラフター       | 2011年7月16日発売 | 1. シーサイドラフター                                         | ライブ会場限定発売          |
| 03  | Beautiful / マイヒーロー | 2013年5月7日発売  | 1. Beautiful 2. マイヒーロー 3. she 4. 13年目の月曜日         | ライブ会場・通販限定発売    |
| 04  | ブルージェリーフィッシュ | 2014年7月12日発売 | 1. ブルージェリーフィッシュ 2. 君という種（studio live ver.） | ライブ会場限定発売          |

### アルバム
| No. | 発売日        | タイトル         | 収録曲 | 備考                                         |
| --- | ------------- | ---------------- | --- | -------------------------------------------- |
| 01  | 2009年        | 再生             | 1. 1.再生 2. 儚い論理 3. CROSSROAD 4. Bell 5. STAY GOLD 6. ノッキンオンドアー 7. 歓びの詩                           | ライブ会場限定発売・廃盤                     |
| 02  | 2012年1月28日 | トワと瞬き       | 1. DORAMA 2. Colors 3. 僕らの未来 4. Night Flying                                                                   | ライブ会場・通販限定発売                     |
| 03  | 2014年2月28日 | 僕はマボロシの中 | 1. マボロシ 2. Rock Steady 3. NAME 4. たとえば 5. JET MY BABY 6. 悪い奴だ 7. 宛のない手紙 8. 君を泣かせたラブソング | ライブ会場限定発売                           |
| 04  | 2014年9月13日 | HEISEI VOYAGE    | 1. キャラバンナイトソング 2. HEISEI VOYAGE 3. 雨の新御堂 4. 彩模様 5. 20歳の君へ                                    | ライブ会場・タワーレコードNU茶屋町店限定発売 |

### CD未発売曲
ライブ披露曲、過去の配布限定CD収録曲、Myspaceで公開されていた楽曲等。
現在は過去の楽曲の一部をホームページで無料公開している。
- ニルアドミラリ
- I'll be there
- 未完の美質
- MORNING・・・音楽配信サイトONPOOで配信

## タイアップ
| 使用年 | 曲名                 | タイアップ                                                                   |
| ------ | -------------------- | ---------------------------------------------------------------------------- |
| 2010年 | 追憶メリーゴーランド | テレビ東京系列アニメ『FAIRY TAIL』第2期エンディングテーマ（第12話 - 第24話） |

## 主催・参加イベント等

### ワンマンライブ
| 日程          | タイトル                                            | 会場         |
| ------------- | --------------------------------------------------- | ------------ |
| 2009年7月25日 | ワンマンライブ                                      | 福島2nd LINE |
| 2011年7月16日 | 僕という運命について                                | OSAKA MUSE   |
| 2012年1月28日 | 100人限定ワンマン『UP TO YOU～1/100の感情が炎上～』 | 福島2nd LINE |

- 他、多数のイベントに出演。